# Jonas Frykman
Nils Jonas Daniel Frykman, född 22 oktober 1942 i Nässjö, är sedan 1 juli 1996 professor i etnologi vid Lunds universitet.
Han tog där en filosofie kandidatexamen 1969 i ämnena etnologi, arkeologi och historia.